# Zirimondiro
Zirimondiro es una localidad del estado mexicano de Michoacán. Es parte del municipio de Tancítaro.

## Demografía
| Gráfica de evolución demográfica |
|                                  |

| Censo | Población |
| ----- | --------- |
| 1900  | 288       |
| 1910  | 234       |
| 1921  | 221       |
| 1930  | 223       |
| 1940  | 188       |
| 1950  | 398       |
| 1960  | 413       |
| 1970  | 524       |
| 1980  | 573       |
| 1990  | 703       |
| 2000  | 828       |
| 2010  | 866       |
| 2020  | 1186      |